# .hack//G.U.: The World
『.hack//G.U.: The World』（ドットハックジーユー ザ ワールド）は、角川書店から発売されていた.hackの専門誌である。Project G.U.によるメディアミックス展開の1つで「.hack//G.U.」シリーズに関する記事を中心に扱っている情報誌。
2005年11月26日から約2か月毎に発売されていたが、Vol.4より1か月毎に発売されている。
どの雑誌の増刊かはその月によって変わる。全12冊刊行された。
この他に「.hack//G.U．TRILOGY」を取り扱ったものとして『.hack//G.U.: The World TRILOGY New Worid Guide』がある。

## 連載シリーズ

### 漫画
- .hack//G.U.+ - 「.hack//G.U.」の本編ストーリー。
- .hack//GnU - 「.hack//G.U.」のコミカライズだが内容はオリジナルのサイドストーリー。
- .hack//4koma- 「.hack」「.hack//G.U.」の４コマ漫画。
- .hack//XXXX - 「.hack」の本編ストーリー。
- .hack//Alcor - 「.hack」のサイドストーリー。

### 小説
- .hack//CELL - 「.hack//G.U.」のサイドストーリー。

## 投稿大賞
- .hack//G.U.大賞　完全保存BOOK　最終号に付属する